# Peter Schaeffers
Peter Schaeffers (* 1911; † 1970) war ein deutscher Schlagertexter, Librettist, Regisseur, Filmproduzent und Verleger.

## Wirken
Schaeffers war der Sohn des Kabarettisten Willi Schaeffers.
Zusammen mit Günther Schwenn führte er Regie bei mehreren musikalischen Kurzfilmen  von Fritz Grünbaum, Peter Morgan, Senta Söneland und  den Comedian Harmonists. In den folgenden Jahren schrieben er und Schwenn viele Texte zu Filmmusiken und Schlagern wie unter anderem Wir wollen Freunde sein fürs ganze Leben und Unter der roten Laterne von St. Pauli.
Schaeffers arbeitete auch als Journalist im Ullstein Verlag und war von 1935 bis 1940 Produktionsleiter beim Sikorski Musikverlag in Berlin. 1941 gründete er in Leipzig den Peter Schaeffers Musikverlag, zu dem die Musikedition Europaton gehörte. 
Nach dem Ende des Zweiten Weltkriegs leitete Schaeffers zwischenzeitlich den Filmverlag der DEFA. Anfang 1949 wurde ihm jedoch die Vertragslizenz durch die Sowjetische Militäradministration in Deutschland wieder entzogen. Der Peter Schaeffers Musikverlag mit Sitz in West-Berlin entwickelte sich in den 1950ern zu einem der führenden westdeutschen Unternehmen im Bereich der Unterhaltungsmusik. Bis 1960 brachte er mehr als 5000 Schlager und 3 Millionen Notenausgaben heraus. Schaeffers arbeitete in dieser Zeit außerdem als Aufnahmeleiter und produzierte Kinofilme u. a. mit Freddy Quinn. 
Er starb 1970 im Alter von 59 Jahren in der Schweiz und wurde in Bissone begraben.

## Filmografie (Auswahl)
- 1931: Wiener Wald, Regie
- 1931: Der Durchschnittsmann, Regie
- 1931: Das Publikum singt mit, Regie
- 1931: Zurück zur Natur, Regie
- 1931: Kreuzworträtsel, Regie
- 1931: Der unbekannte Gast, Regie
- 1933: Das Tankmädel, Liedtexte
- 1933/34: Annette im Paradies, Liedtexte
- 1933/34: Zigeunerblut, Liedtexte
- 1934: Jede Frau hat ein Geheimnis, Liedtexte
- 1957: Die große Chance, Produktion
- 1958: Madeleine und der Legionär, Produktion
- 1959: Freddy, die Gitarre und das Meer, Produktion
- 1959: Freddy unter fremden Sternen, Produktion
- 1960: Freddy und die Melodie der Nacht, Produktion